# Río Tapiche
El río Tapiche es un río del Perú, uno de los afluentes del curso inferior del río Ucayali, que a su vez es uno de los tramos del curso principal del río Amazonas. El río Tapiche discurre por la vertiente occidental de la sierra del Divisor, en la parte noroeste del país.

## Geografía
El río Tapiche es uno de los mayores afluentes del río Ucayali, al que da sus aguas por la margen derecha. Su principal afluente es el río Blanco, que le aborda por la derecha.